# Termofil
En termofil (grekiska thermotita (θερμότητα), "värme" och philia (φίλια), "kärlek") är en organism - en typ av extremofil - som trivs vid relativt höga temperaturer mellan 45 och 122°C. Många termofiler är arkéer. Termofila eubakterier föreslås för att ha varit bland de tidigaste bakterierna.
Termofiler finns i olika geotermiskt uppvärmda regioner av jorden, såsom varma källor som de i Yellowstone National Park, djuphavsgravar och hydrotermiska skorstenar, liksom ruttnande växtmaterial, t.ex. torvmossar och kompost.
Till skillnad från andra typer av bakterier så kan termofiler överleva vid mycket varmare temperaturer, där andra bakterier skulle skadas och ibland dödas om de utsattes för samma temperaturer.
Som en förutsättning för deras överlevnad innehåller termofiler enzymer som kan fungera vid höga temperaturer. Några av dessa enzymer används inom molekylärbiologi (till exempel värmestabila DNA-polymeraser för PCR) och i tvättmedel.
En vetenskaplig konferens för dem som studerar termofiler har hållits sedan 1990 på platser över hela världen, inklusive Viterbo i Italien, Reykjavik i Island, New Delhi i Indien och Bergen i Norge. 2011 års konferens hölls i Big Sky, Montana av Montana State University.

## Klassificering
Termofiler indelas i obligata och fakultativa termofiler: Obligata termofiler (även kallade extrema termofiler) kräver höga temperaturer för tillväxt, medan fakultativa termofiler (även kallade moderata termofiler) kan frodas vid höga temperaturer, men även vid lägre temperaturer (under 50°C). Hypertermofiler är särskilt extrema termofiler för vilka den optimala temperaturen är över 80°C.
Bakterier inom Alicyclobacillus-släktet är acidofila termofiler, vilket kan orsaka förorening i fruktjuicedrycker.

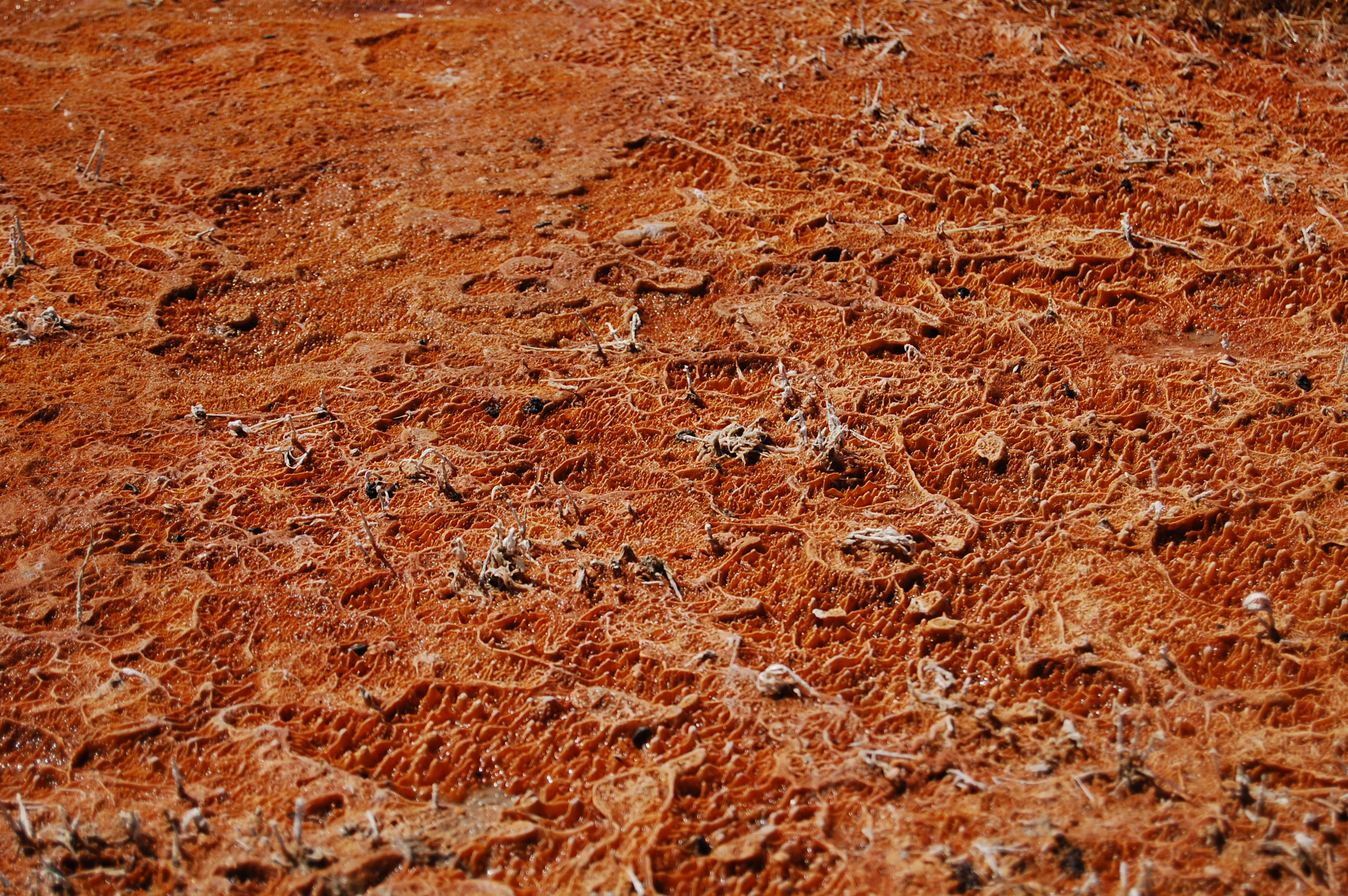
En koloni av termofiler i utflödet av Mickey Hot Springs, Oregon, vattentemperaturen är ca 60°C.

Termofiler, dvs värmeälskande, är organismer med en optimal tillväxt-temperatur på 50°C eller mer, högst upp till 70°C eller mer, och ett minimum av ca 40°C, men dessa värden är bara ungefärliga. Vissa extrema termofiler (hypertermofiler) kräver en mycket hög temperatur (80°C till 105°C) för tillväxt. Deras membran och proteiner är ovanligt stabila vid dessa extremt höga temperaturer. Således använder många viktiga biotekniska processer termofila enzymer på grund av deras förmåga att motstå hög värme.
Många av de hypertermofila arkéerna kräver elementärt svavel för tillväxt. Vissa är anaerober som använder svavel i stället för syre som elektronacceptor vid cellandning. Vissa är litotrofa som oxiderar svavel till svavelsyra som energikälla, vilket kräver att mikroorganismen som ska anpassas till mycket lågt pH (dvs det är en acidofil, liksom termofil). Dessa organismer lever i varma, svavelrika miljöer som vanligtvis förknippas med vulkanism, såsom heta källor, gejsrar och fumaroler. På dessa platser, särskilt i Yellowstone National Park, zoneras mikroorganismer enligt var deras temperaturoptimum inträffar. Ofta är dessa organismer färgade, på grund av närvaron av fotosyntetiska pigment.